# ساختمان نیو ایرا
ساختمان نیو ایرا (انگلیسی: New Era Building)یک ساختمان تجاری در خیابان برادوی، منهتن، نیویورک است.
این ساختمان که در سال ۱۸۹۳ ساخته شده‌است دارای ۸ طبقه و ۳۵ متر ارتفاع می‌باشد.

## نگارخانه

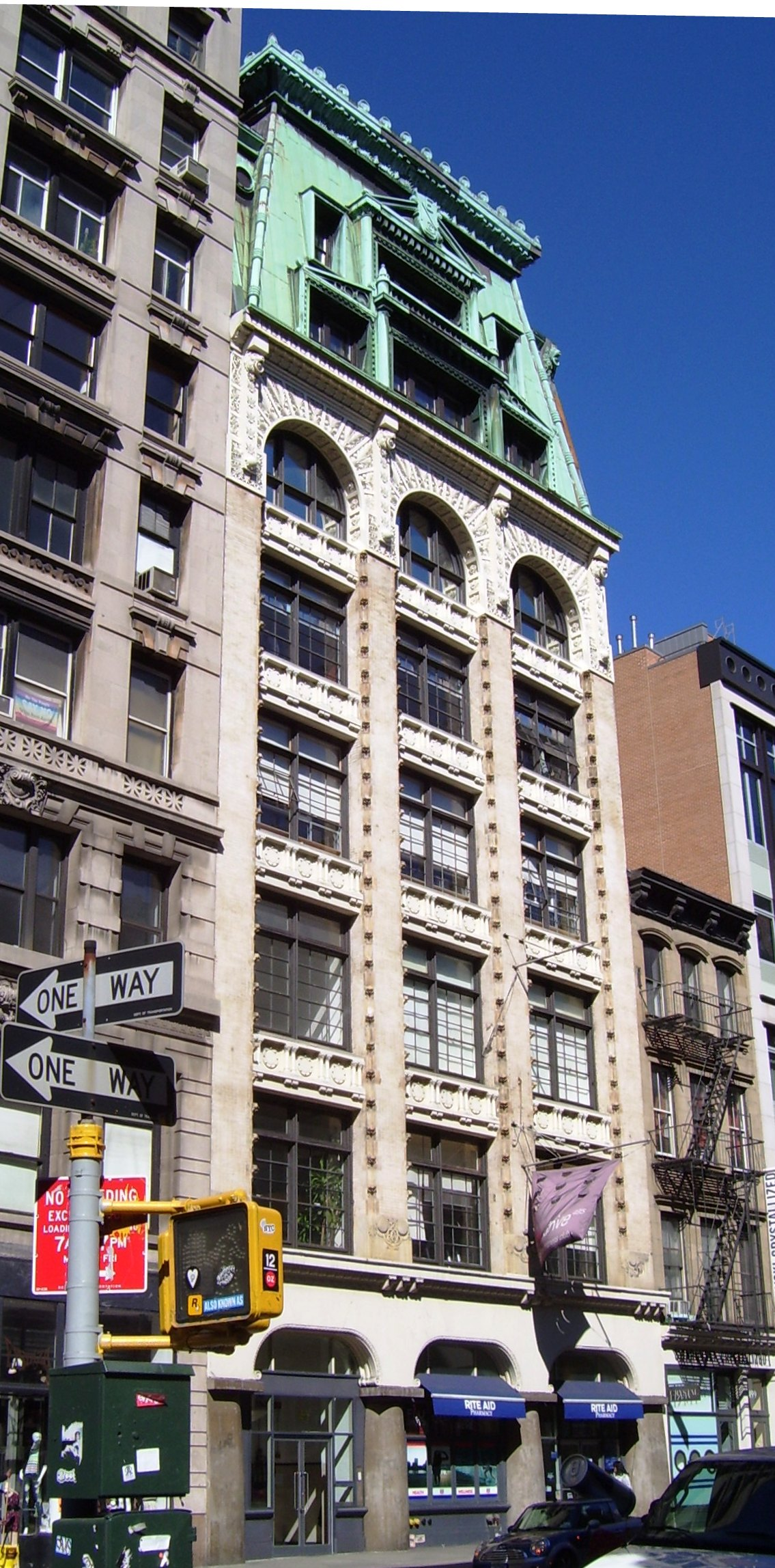
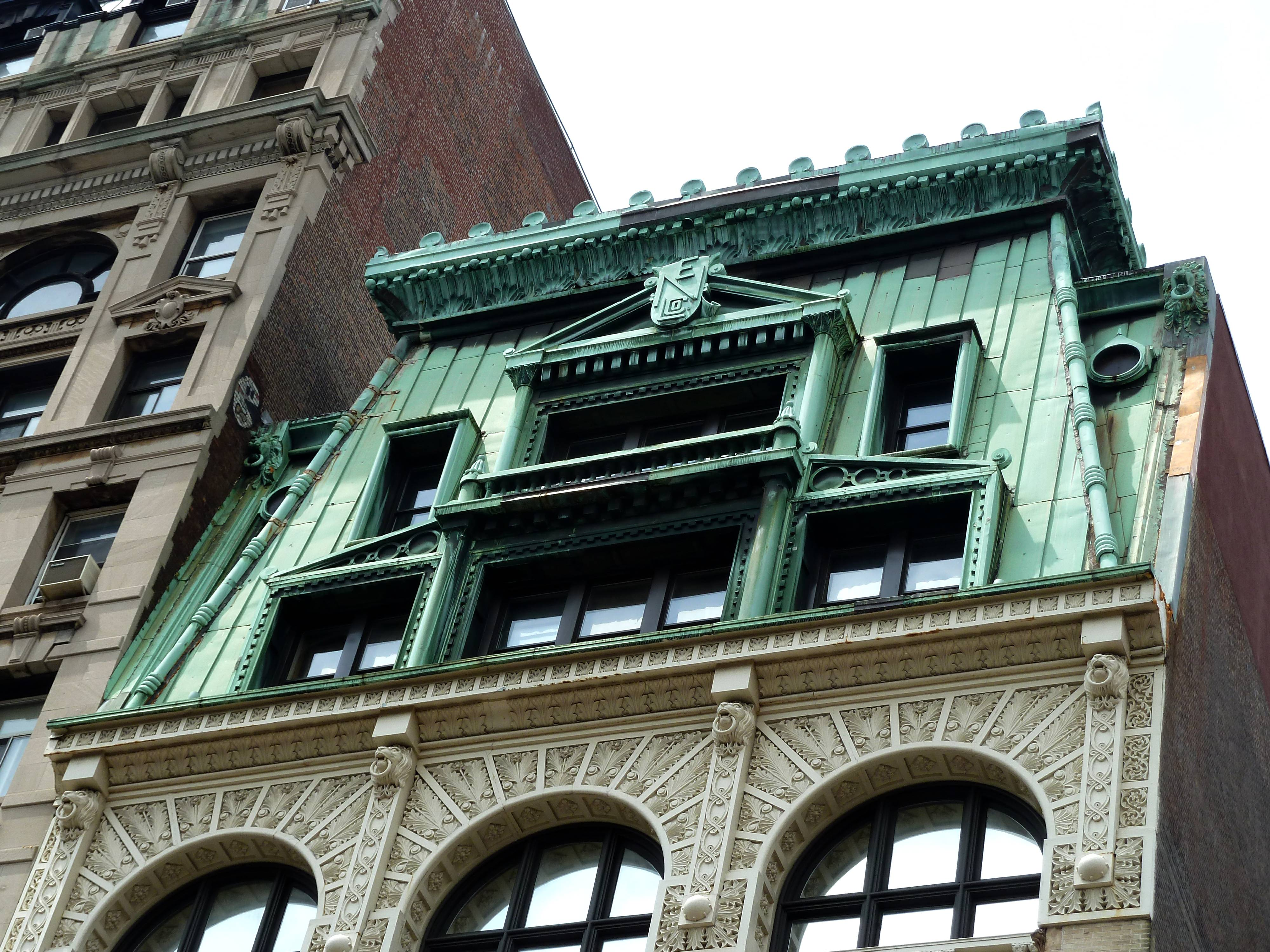